# Nataša Hanušová
Nataša Hanušová (Praag, 10 juli 1947) is een Nederlandse regisseur van Tsjecho-Slowaakse afkomst.  
Hanušová volgde de Theaterschool van Amsterdam en de Nederlandse Film en Televisie Academie. Ze werkte achter de schermen mee aan films als "De vierde man", regie: Paul Verhoeven, 1982, "Bastille", 1983, "Zoeken naar Eileen", 1986, "De avonden, 1989, regie; R. van den Berg,"Het bittere kruid" (1985) "Spoorloss", 1987, regie: G.Sluizer "De flat" (1994). 
In 1991 was ze een van de eerste Nederlandse regisseurs die de soapserie "Goede tijden, slechte tijden" mochten regisseren. De jaren daarna regisseerde ze voor Joop van den Ende Producties afwisselend de soaps "Goede tijden, slechte tijden", "Onderweg naar morgen" en "Goudkust", en de dramaserie "De vrouwenvleugel".